# Szybka zmiana
Szybka zmiana (ang. Swing Shift) – amerykański dramat filmowy z 1984 roku w reżyserii Jonathana Demmego.

## Fabuła
II wojna światowa. Po ataku na Pearl Harbor Ameryka przystępuje do wojny. Mężczyźni idą walczyć, kobiety... zajmują ich miejsca pracy. Wśród nich są Kay Walsh - wzorowa żona i pani domu oraz jej sąsiadka, przebojowa Hazel. Obie pracują w fabryce samolotów i zaprzyjaźniają się. Ale kiedy obie zakochują się w tym samym facecie, przyjaźń zostaje wystawiona na ciężką próbę.

## Główne role
- Goldie Hawn – Kay Walsh
- Kurt Russell – Mike „Lucky” Lockhart
- Christine Lahti – Hazel
- Fred Ward – Archibald „Biscuits” Touie
- Ed Harris – Jack Walsh
- Sudie Bond – Annie
- Holly Hunter – Jeannie
- Patty Maloney – Laverne
- Lisa Pelikan – Violet
- Susan Peretz – Edith
- Joey Aresco – Johnny Bonnaro

i inni

## Nagrody i nominacje
Oscary za rok 1984
- Najlepsza aktorka drugoplanowa - Christine Lahti (nominacja)

Złote Globy 1984
- Najlepsza aktorka drugoplanowa - Christine Lahti (nominacja)